# Épagny-Metz-Tessy
Épagny-Metz-Tessy es una comuna nueva francesa situada en el departamento de Alta Saboya, de la región de Auvernia-Ródano-Alpes.

## Historia
Fue creada el 1 de enero de 2016, en aplicación de una resolución del prefecto de Alta Saboya de 26 de septiembre de 2015 con la unión de las comunas de Épagny y Metz-Tessy, y pasando a estar el ayuntamiento en la antigua comuna de Épagny.

## Demografía
| Gráfica de evolución demográfica de Épagny-Metz-Tessy entre 1800 y 2013 |
|                                                                         |

Los datos entre 1800 y 2013 son el resultado de sumar los parciales de las dos comunas que forman la nueva comuna de Épagny-Metz-Tessy, cuyos datos se han cogido de 1800 a 1999, para las comunas de Épagny y Metz-Tessy de la página francesa EHESS/Cassini. Los demás datos se han cogido de la página del INSEE.

## Composición
| Comuna delegada | Código INSEE | Población (2013) | Superficie (km²) | Densidad (hab./km²) |
| --------------- | ------------ | ---------------- | ---------------- | ------------------- |
| Épagny          | 74112        | 4118             | 6.77             | 608                 |
| Metz-Tessy      | 74181        | 3051             | 5.29             | 577                 |